# Юные дикари
«Юные дикари» (англ. The Young Savages) — американский драматический криминальный фильм 1961 года. По повести «Вопрос убеждения» (A Matter of Conviction) (1959) Эвана Хантера.

## Сюжет
Нью-Йорк, Восточный Гарлем. Члены итальянской молодёжной группировки «Грозовые птицы» Дэнни Дипаче, Артур Рирдон и Энтони «Бэтмен» Апосто убивают слепого 15-летнего пуэрториканца из враждующей группировки «Всадники». Они арестованы, и во время допроса помощник окружного прокурора Хэнк Белл узнаёт, что один из подростков, Дэнни — сын его бывшей девушки Мэри.
Несмотря на это, Хэнк не отказывается вести обвинение на суде, но делает это так, что подростки превращаются из обвиняемых в несчастных жертв обстоятельств и сложной жизни.
В конце фильма Хэнк Белл признаётся, что он поменял свою фамилию, потому что ему было стыдно за своё окружение и за место, где он вырос. Настоящая его фамилия итальянская — Беллини.

## В ролях
- Берт Ланкастер — Хэнк Белл (Беллини), помощник окружного прокурора
- Дина Мэрилл — Кэрин Белл
- Эдвард Эндрюс — Даниэль Коул, окружной прокурор
- Шелли Уинтерс — Мэри Дипэйс, бывшая девушка Хэнка Белла
- Ларри Гейтс[англ.] — Рэндольф
- Телли Савалас — лейтенант полиции Гандерсон
- Пилар Сёра[англ.] — Луиза Эскаланте
- Роберта Шор[англ.] — Дженни Белл
- Милтон Зельцер[англ.] — доктор Уолш
- Дэвид Стюарт[англ.] — Бэртон
- Джон Дэвис Чандлер[англ.] — Атрур Реардон, член «Грозовых птиц»
- Хелен Клиб — миссис Пэттон (в титрах не указана)

## Премьерный показ в разных странах[2]
- США — 24 мая 1961
- Франция — 23 августа 1961
- Япония — сентябрь 1961
- Финляндия — 22 сентября 1961
- Австрия — октябрь 1961
- Западная Германия — 13 октября 1961
- Швеция — 16 октября 1961
- Дания — 26 марта 1962